# 交響曲第3番 (ボロディン)
アレクサンドル・ボロディンの交響曲第3番イ短調 は、作曲に着手したものの未完に終わった交響曲である。
ボロディンは1884年に全4楽章構成で交響曲第3番の作曲を開始したが、折からの多忙に加えて1887年2月27日の急死により未完に終わってしまった。後にアレクサンドル・グラズノフが残されたスケッチ及び作曲者がピアノで試演した時の記憶を元に第1楽章と第3楽章を補筆しているが、第2楽章と第4楽章は資料がほぼなかったこともあり、全曲の補完には至らなかった。補筆することができた2つの楽章の初演は1887年、リムスキー＝コルサコフの指揮で行われた。

## 編成
フルート2、オーボエ2、クラリネット2、ファゴット2、ホルン4、トランペット2、トロンボーン3、ティンパニ、弦五部

## 構成
第1楽章 モデラート・アッサイ　2分の2拍子
イ短調、ソナタ形式
オーボエが第1主題を提示する。メノ・モッソとなりクラリネットが第2主題を奏でる。
第2楽章（残されていない）
ボロディンは本来の第2楽章としてロシア聖歌の主題に基づく変奏曲の緩徐楽章を構想しており、亡くなる直前にフィナーレと共にピアノで友人たちの前で演奏していたが、両方とも楽譜に書かれることはなく、グラズノフにも復元できなかった。
第3楽章（グラズノフ版では第2楽章） ヴィーヴォ　8分の5拍子
ニ長調、3部形式のスケルツォ楽章
5拍子のスケルツォ。弦楽器の伴奏に乗ってオーボエが主題を提示する。途中でソステヌート・エ・ペザンテの4分の2拍子の部分が数回はさまれる。モデラートのトリオでは、クラリネットがおだやかな民族的主題を歌う。
この楽章は本来は第3楽章として構想されていた。 原曲は1882年にベリャーエフ家での「金曜日の集い」で作曲・出版された弦楽四重奏のためのスケルツォ。またトリオの主題も『イーゴリ公』第1幕で使う予定であった「商人の歌」の素材が用いられている（『イーゴリ公』では結局つかわれなかった）。これらの構成もボロディンが生前に構想していた。
第4楽章（残されていない）
フィナーレ。第2楽章と同様、楽譜が書かれていない。
。

## 演奏時間
約17分。
補筆されてもなお未完成の作品であるが、多くの指揮者が演奏・録音しており、3曲まとめて交響曲全集として発表されることが一般的となっている。